# Mariä Lichtmess (Hildesheim)

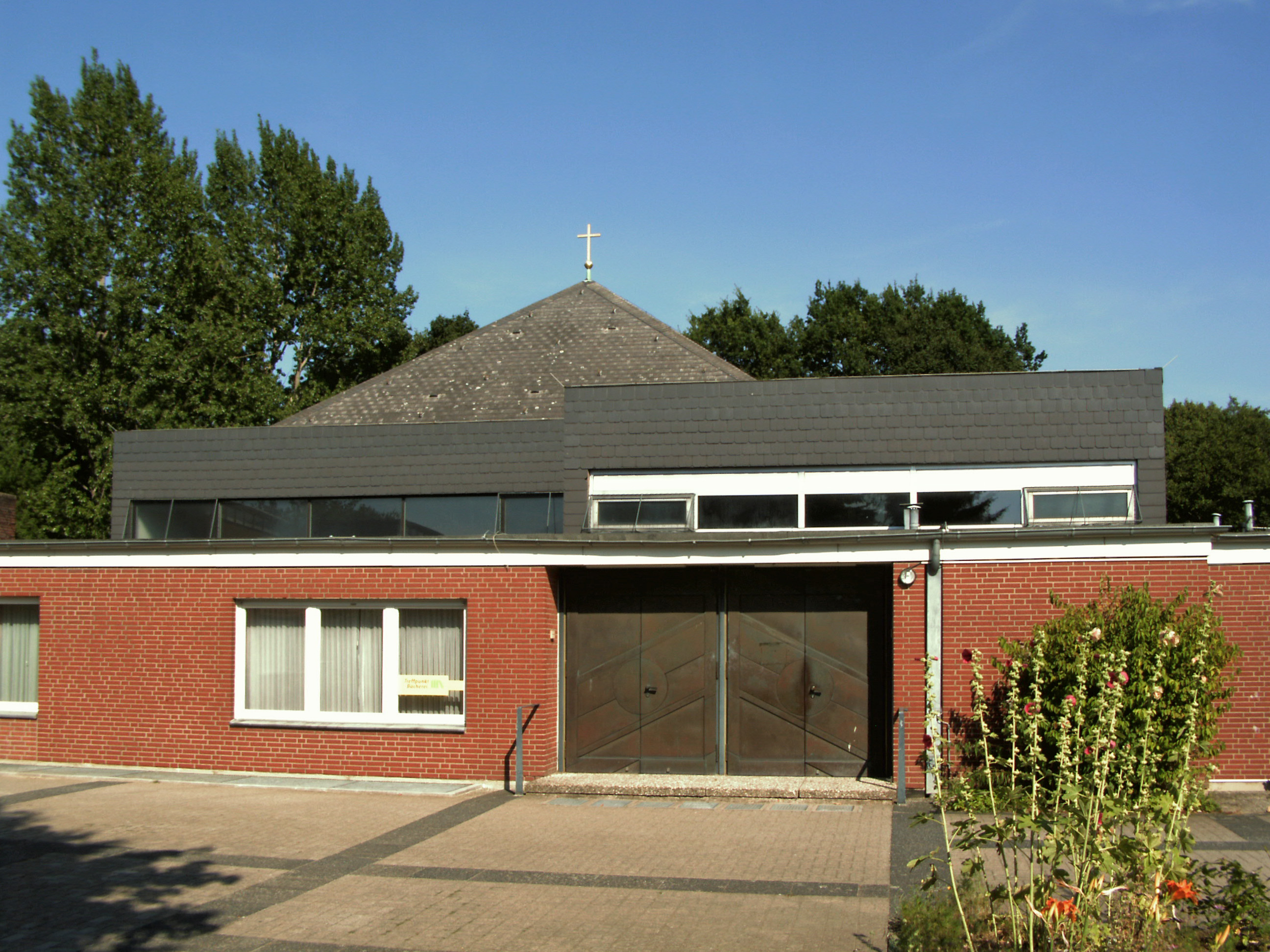
Kirche Mariä Lichtmess

Mariä Lichtmess ist eine katholische Pfarrkirche in der niedersächsischen Bischofsstadt Hildesheim, die nach dem Fest „Darstellung des Herrn“ benannt wurde. Sie befindet sich im Stadtteil Drispenstedt (Friedrich-Lekve-Straße 7) und gehört zum Dekanat Hildesheim des Bistums Hildesheim.

## Geschichte
Die Filialkirche Mariä Lichtmess entstand 1974 bis 1975 im Nachkriegs-Neubaugebiet Neu-Drispenstedt. Sie wurde 1975 durch Bischof Heinrich Maria Janssen geweiht.
Am 1. November 2006 wurde die Pfarrgemeinde Mariä Lichtmess errichtet. In diesem Zusammenhang wurden die Pfarrgemeinden St. Nikolaus mit Filialkirche Mariä Lichtmess und St. Johann mit Filialkirche Guter Hirt aufgehoben und der neu errichteten Pfarrgemeinde zugeordnet, zu der bei der Gründung etwa 5200 Katholiken zählten.

## Architektur
Der Bau ist multifunktional. Im fast quadratischen Kirchraum ordnen sich die Bänke im Halbkreis um den Altar. Durch zwei mobile Trennwände lassen sich nach Bedarf der Kirchraum vergrößern oder verkleinern. Diese Räume sind gleichzeitig als Gemeinderäume zu nutzen.

## Weitere katholische Einrichtungen im Einzugsgebiet der Kirchengemeinde
- Magdalenenkapelle der Burg Steuerwald
- Katholische öffentliche Bücherei (KÖB) St. Nikolaus (Friedrich-Lekve-Straße 7)
- Kindertagesstätte St. Nikolaus (Friedrich-Lekve-Straße 9)
- Grundschule St. Nikolaus (staatliche Grundschule für Schüler/-innen katholischen Bekenntnisses in Trägerschaft der Stadt Hildesheim)[3]